# Cyrto-hypnum fuscatum
Cyrto-hypnum fuscatum là một loài rêu trong họ Thuidiaceae. Loài này được (Besch.) P.C. Wu, Crosby & S. He mô tả khoa học đầu tiên năm 1999.